# Mangoli (ort)
Mangoli är en ort i Indien.   Den ligger i distriktet Bijāpur och delstaten Karnataka, i den sydvästra delen av landet, 1 300 km söder om huvudstaden New Delhi. Mangoli ligger 617 meter över havet och antalet invånare är 14 306.
Terrängen runt Mangoli är platt. Runt Mangoli är det ganska tätbefolkat, med 179 invånare per kvadratkilometer. Närmaste större samhälle är Basavana Bāgevādi, 19,4 km öster om Mangoli. Trakten runt Mangoli består till största delen av jordbruksmark.